# سقوط قلعه آکو
سقوط قلعه آکو (انگلیسی: The Fall of Ako Castle) فیلمی به کارگردانی کینجی فوکاساکو است که در سال ۱۹۷۸ اکران شد. داستان این فیلم ۴۷ رونین (چوشینگورا) را به تصویر می‌کشد. این فیلم یکی از سری فیلم‌های درام تاریخی است که سونی چیبا در آن نقش ایفا کرده‌است.

## بازیگران
- یوروزویا کینوسوکه
- سونی چیبا
- ماتسوکاتا هیروکی
- تتسورو تامبا
- توشیرو میفونه
- تسونه‌هیکو واتاسه
- ماسااومی کوندو